# Tutelina elegans
Tutelina elegans är en spindelart som först beskrevs av Nicholas Marcellus Hentz 1846.  Tutelina elegans ingår i släktet Tutelina och familjen hoppspindlar. Inga underarter finns listade i Catalogue of Life.